# Gujō
Gujō (japanska: 郡上市?, Gujō-shi) är en stad i Gifu prefektur i Japan. Staden bildades 2004 genom en sammanslagning av kommunerna Hachiman, Shirotori, Yamato, Meihō, Minami, Takasu och Wara.